# Кастільйоне-Мессер-Раїмондо
Кастільйоне-Мессер-Раїмондо (італ. Castiglione Messer Raimondo) — муніципалітет в Італії, у регіоні Абруццо,  провінція Терамо.
Кастільйоне-Мессер-Раїмондо розташоване на відстані близько 140 км на північний схід від Рима, 45 км на північний схід від Л'Аквіли, 20 км на південний схід від Терамо.
Населення — 2346 осіб (2014).
Щорічний фестиваль відбувається 7 серпня. Покровитель — San Donato Martire.

## Демографія
Населення за роками:

Станом на 1 січня 2023 року в муніципалітеті офіційно проживало 136 іноземців з 16 країн, серед них 60 громадян країн Євросоюзу та 2 громадяни України.

## Сусідні муніципалітети
- Бізенті
- Кастіленті
- Челліно-Аттаназіо
- Монтефіно
- Пенне